# Bécs ostroma (1529)
Bécs második török ostromát lásd a Bécs ostroma (1683) szócikkben!
Bécs első török ostroma (Erste Wiener Türkenbelagerung) 1529. szeptember 27-től október 16-ig tartott. Az osztrák főváros ekkor szenvedte el az első közvetlen támadást az Oszmán Birodalomtól. I. Szulejmán szultán már évekkel korábban eltervezte, hogy Bécset meghódítja, de a város védői megtartották a császárvárost. Szulejmán később sem tett le a főváros elfoglalásának tervéről, annak ellenére, hogy ez volt első nagy külpolitikai kudarca. 1532-ben próbálkozott másodjára Bécs ostromával, de I. Ferdinánd főherceg és V. Károly császár nagyszámú haderőt vont össze a város alatt. A szultán ekkor Kőszeget ostromolta meg, ennek két oka lehetett: vagy az, hogy elhúzza az időt, így ne kelljen a német haderővel megütköznie, vagy Károly és Ferdinánd csapatait keletebbre akarta csalni.
A külföldi források szerint a város ostromában 6000 magyar lovas is részt vett. Hiteles feljegyzések ezt nem támasztják alá, viszont nagyszámú magyar kísérő az oszmán hadsereg mellett jelen lehetett. Szapolyai Jánosnak nem volt elegendő hadereje, hogy az ostromban közreműködjön, különösen, hogy kis seregével saját országát is kézben kellett tartania. Másrészről elég méltatlannak érezhette, ha keresztény uralkodóként csatlakozik a pogány törökökhöz, mert eleinte elég kelletlenül viselte a szultánnal való szövetséget.
Élete utolsó évében, 1566-ban Szulejmán szultán ismét eltökélte magát, hogy kitűzi a lófarkas zászlót Bécs ormára. Serege előbb bevette Szigetvárt, de az ostrom során az idős szultán elhunyt. Nagy álmát nem valósíthatta meg, de tervét az őt követő szultánok sem adták fel. A tizenöt éves háború alatt tettek erre nagyobb kísérleteket, majd 1663-64 során, végül 1683-ban a Kara Musztafa nagyvezír irányította újabb vállalkozás is kudarcba fulladt. III. (Sobieski) János lengyel király felmentő serege 1683. szeptember 12-én, Lotaringiai Károly herceg hadaival közösen, a kahlenbergi csatában megsemmisítő vereséget mért az oszmánokra. Az ekkor elszenvedett kudarc következménye a magyarországi hódítások elvesztésének, és az Oszmán Birodalom lassú hanyatlásának kezdetét jelezte.

## Előzmények
I. Szulejmán személyében 1520-ban egy rendkívül energikus, határozott és nagyratörő szultán lépett Isztambulban a szultáni trónra. Az őt megelőző néhány uralkodó inkább ázsiai ügyekkel és belső villongásokkal voltak elfoglalva. Szulejmán uralkodása alatt rendet teremtett, jól központosította a birodalmat, annyira, hogy például a magyar hódoltságban a 16. században egy templom tetőjavításához is külön engedélyt kellett kérni, mely minden európai bürokráciát felülmúlt.
Szulejmán erősítette a gazdaságot, sokat épített a kereskedelemre is. De a gazdaság jelentős részt még most is épített az állandó hadakozásokra, s a területeket tönkretevő rablógazdálkodásra. A hadsereg egyik fő ütőerejének, a reguláris lovasságnak (a szpáhiknak) a zsoldja a meghódított földeken kiosztott tímár birtokokból állt, amit átmeneti időre kaptak meg, ezért rendkívül törtető katonák lettek ezek az elit lovasok.
Szulejmán uralkodása alatt lassan átalakította az oszmán hadsereget. Bár a 16. századi hadsereg nem mutatott nagyobb eltérést a 15. századi sereggel, mivel megmaradt a két reguláris egység a janicsár gyalogság és a szpáhi lovasság (a hozzájuk csapódó irreguláris segéderőkkel). A különbség csak annyi, hogy több tűzfegyverrel igyekezett ellátni a gyalogságot, míg a lovasság a közelharcban véghez vitt döntő erőt adta. Az állandó háborúkból számos tűzfegyver származott, de nem egyforma minőségűek, melyekkel az irreguláris gyalogságot (mint az aszabokat) látták el, addig a janicsároknak egységesebb volt a fegyverzetük.
Szulejmán elődeivel ellentétben másfelé tekintett, Nyugat-Európára. Ez soha rosszabbkor nem következhetett be, mert a nyugati államok egymás ellen vívták ádáz harcukat. 1517-ben ráadásul elkezdődött a reformáció, amit egy szász prédikátor, Luther Márton indított el. Fő motivációja a reneszánsz pápák züllöttsége és korruptsága, amivel erkölcsi fertőbe süllyesztették a katolicizmust.

Luther tanai gyorsan terjedtek Európában, ugyanakkor más protestáns felekezetek is kialakultak, mint a svájci Kálvin János révén a reformátusok. A felekezetekkel szemben Róma igyekezett fellépni, mely vallásháborúkat eredményezett. A anabaptista szellem jegyében kirobbant német parasztháború is többé-kevésbé ehhez tartozott, de sokkalta inkább antifeudális jelleggel bírt.
A reformáció megjelenése előtt Nyugaton egy másik háború is dúlt a német Habsburgok és a francia Valois-ház között, melynek hadszíntere és célja elsősorban Itália volt. Szulejmánnak a viszályok gyötörte Nyugat-Európa könnyű préda lett volna, de ehhez Magyarországon és Bécsen át vezetett az út.

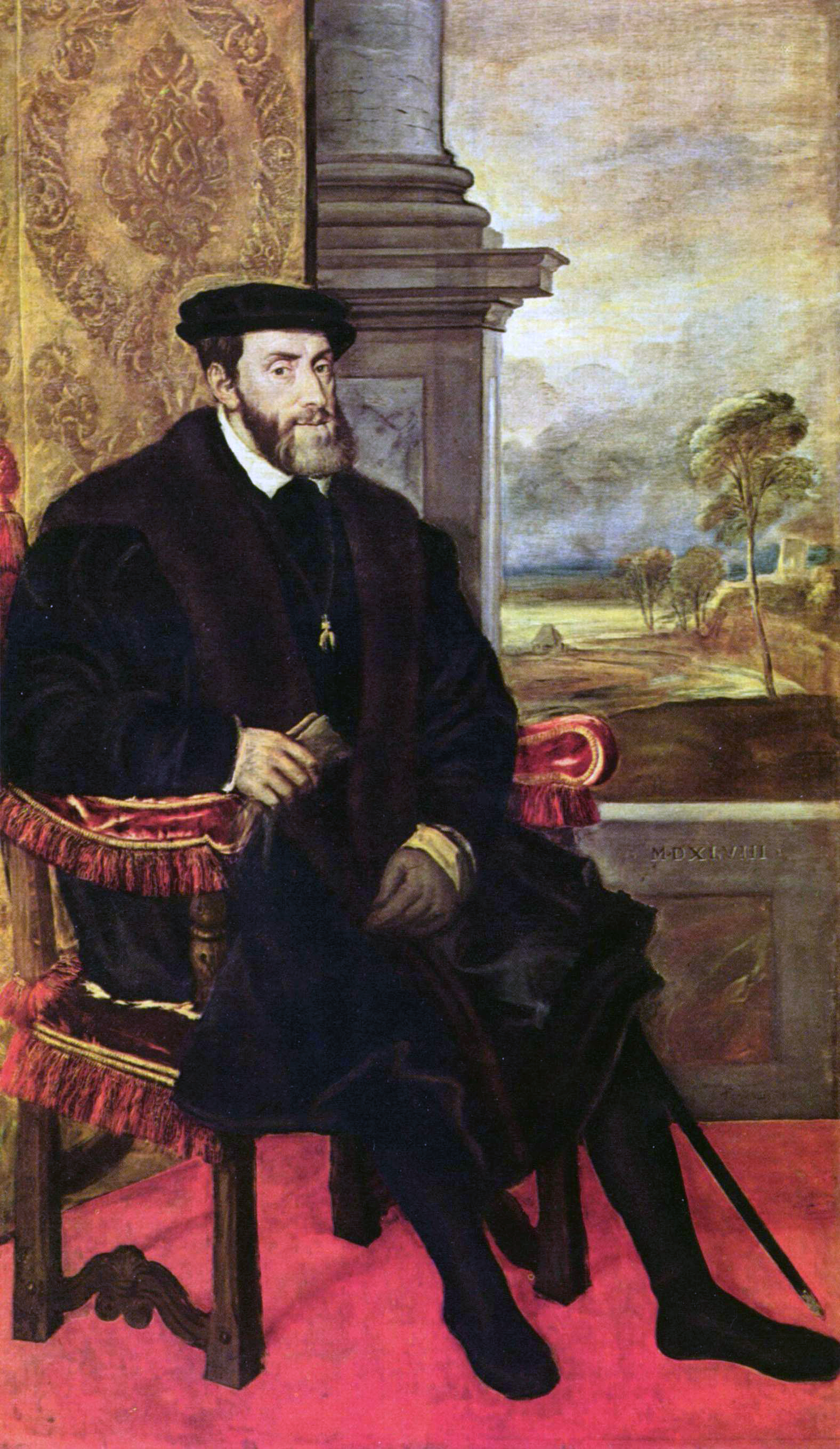
V. Károly német-római császár Tiziano festményén. Ő is felelős azért, hogy öccse, Ferdinánd nem tudott szembeszállni hatékonyan a törökökkel, mivel segítsége sok esetben elmaradt.

### Magyarország a mohácsi csata előtt és után
Magyarország is súlyos helyzetben volt a 16. században. Mátyás király által létrehozott erős országot az 1490-ben trónra lépő Jagellók hozzá nem értő kormányzása anarchiába süllyesztette és belső viszályok alakultak ki az egymással rivalizáló főúri családok körében. II. Lajos királysága alatt katasztrófával fenyegetett a helyzet, mert Szulejmán 1521-ben hadat üzent Magyarországnak és elfoglalta Nándorfehérvárt.
Az urak nemtörődömsége és a király kifejezett tehetetlensége miatt a török terjeszkedés nőtt. Utolsó próbálkozásként a királyi sereg csatát vállalt Szulejmán szultán seregével Mohácsnál és megsemmisült. A mohácsi vész egészen az első világháború végéig Magyarország legnagyobb tragédiája volt.
Szulejmán ekkor még nem vette be Budát, így remény látszott a talpra állásra. Az országnak csak új király kellett, ám ennek kérdésében újabb bonyodalmak alakultak ki. 1505-ben az idegengyűlölettől is visszhangos rákosi országgyűlés egy olyan határozatot hozott, melynek értelmében soha többé idegen családból való királyt nem választanak. Ehelyett egy tekintélyes magyar főúr közül kellett uralkodónak kikerülnie. Ezzel ellentétben a Jagellók és az ausztriai Habsburgok 1515-ben kötött házassági szerződés értelmében, ha II. Ulászló, vagy Lajos fiú utód nélkül halna el, akkor az osztrák főhercegé a trón.
1526-ban az országgyűlés Szapolyai János erdélyi vajdát tette királlyá, de egy másik ekkor még szűkebb csoport, az özvegy Mária királynéval az élen és Horvátország támogatásával Habsburg Ferdinánd főherceget jelölte uralkodónak. A két király között aztán kitört a magyarországi belháború.
A kezdet viszont balszerencsés volt Szapolyaira nézve, mert az ellenség röpke egy hónap alatt elfoglalta az ország jó részét és Szapolyait maradék híveivel Északkelet-Magyarország és Erdély területére szorította.
Ferdinándot ezután a többség királlyá választotta, s Szapolyai újabb kísérletét is megakadályozta a trón visszaszerzésében. János király ekkor kényszerből a törökök segítségét kérte. Szulejmán azonnali segítséget ígért és elismerte az ország királyának, mert már a háború elején nyugtalansággal szemlélte a Habsburg előretörést magyar területen.
Lodovico Gritti olasz származású kalandor és politikus közvetített Szapolyai küldötte, Laszky Jeromos és a szultán között. Neki köszönhetően Szulejmán hadat üzent Ausztriának és 1529 tavaszán elindult Bécs ellen.

## A szultán hadjárata
A török sereg már késői időpontban, május 10-én indult el Konstantinápolyból. Az előnyomulás a már megszokott úton Drinápolyon, Plovdivon, Szófián, Nisen, Nándorfehérváron át történt, ami az szokatlanul hűvös, csapadékos időjárásnak köszönhetően elhúzódott. A fontosabb pontokon többnapos pihenőket tartott a sereg a kellemetlen és fárasztó felvonás miatt.
Augusztus 5-én érkeztek Eszékre, ahol  újabb hosszú pihenőt tartott a sereg, mely alatt több ideiglenes hidat is verettetett a szultán. Itt Szulejmán kihirdette, hogy „a gyauroknak (hitetleneknek) mindenféle javait el lehet venni, de a falvakat felgyújtani, vagy foglyokat ejteni nem szabad“.
A sereg augusztus 18-án érkezett Mohácsra, ahol másnap Szapolyai meghódolását fogadta a szultán.
Időközben Péter moldvai vajda serege is betört Erdélybe, s feldúlta a Ferdinándhoz hű szász székek területét, majd a főhercegre vereséget mért Brassó vidékén. A török hadsereg egyik szárnyát képező szerbek, s az akindzsik a Szerémségből betörtek a Duna-Tisza közére és nagy pusztítást okoztak.
Szulejmán érthetetlen módon nagyon lassan haladt előre magyar területen, az osztrákok megszállta Buda felé, noha Bécs ostromára készült. Szeptember 3-án egyetlen rohammal elfoglalta a magyar fővárost. „…mielőtt a falakon az ágyúztatástól csak egy helyen is rés támadt volna, rohamot intéztek a vár ellen, mely alkalommal reggeltől a déli imáig folyt a harc. Végre a hitetlenek kimerülvén kegyelmet kértek. A várat feladták, ők pedig szabadon bocsáttattak.” A várost nem tartotta meg a szultán, hanem átadta Szapolyainak, s ő maga tovább indult Bécs felé.

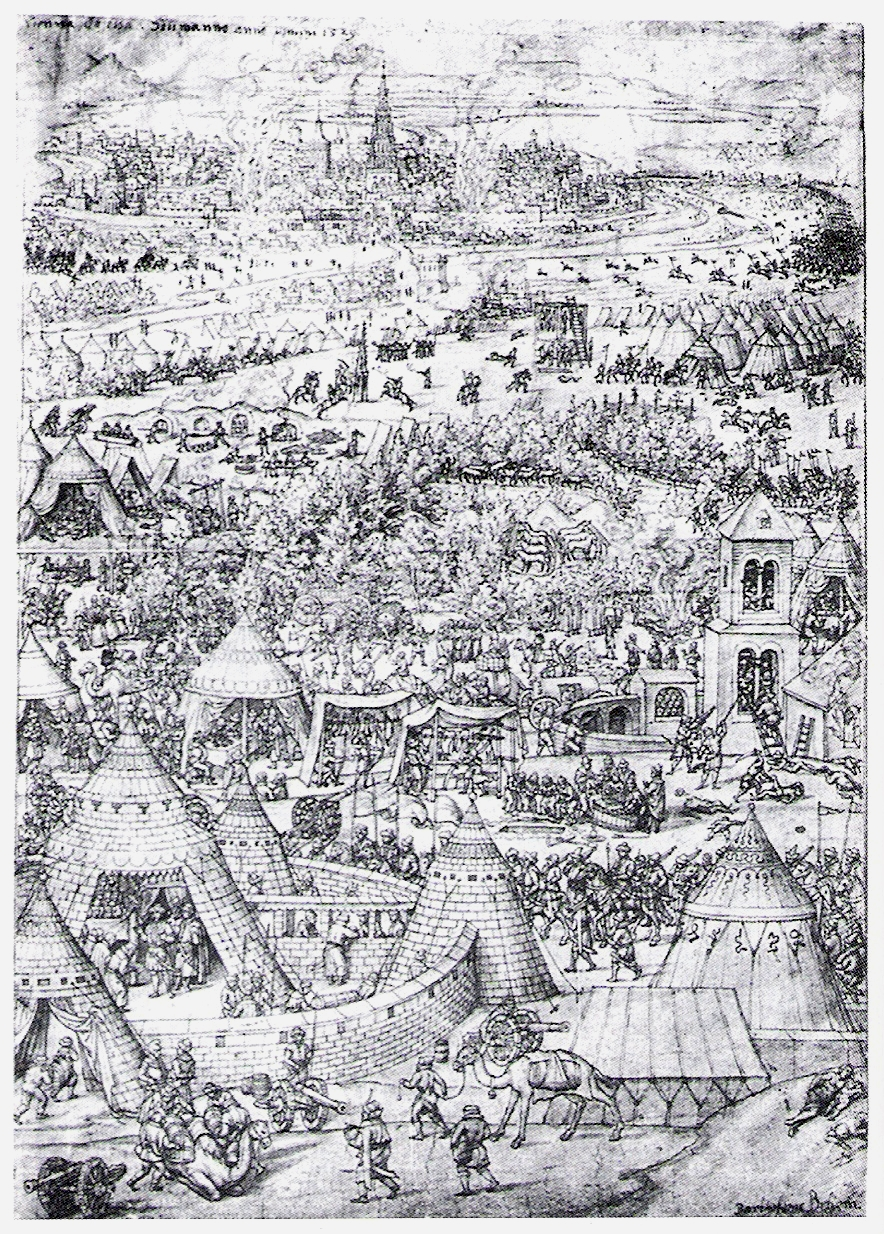
Ismeretlen alkotása Bécs ostromáról.

### Bécs körülzárása
Szulejmán szeptember 26-án már osztrák területen volt, de egyelőre a Lajta melletti Bruckban állt meg, melyet aznap vettek be a törökök. A ruméliai beglerbéget, Ahmedet előre küldte a császárváros alá, hogy készítsék elő a terepet és a tábor helyét.
A nyugat-magyarországi várak egyike sem próbálta meg az ellenállást, inkább a török kényszerítésére meghódolt Szapolyainak.

## Az ostrom
A szultánnak nem maradt sok ideje az ostromra és több katona elég kimerült volt már a 141 napos meneteléstől. Idő tekintetében az események tehát a védőknek kedveztek.

### A török sereg
A török sereg létszámát illetően nehéz megbecsülni a pontos számot. Napjainkban több forrás is túlzóan kétszázezer főre teszi, de a legtúlzóbb a 300 ezer főre való becslés. A legtöbben azt tartják elfogadhatóbbnak, hogy a törökök összlétszáma 120 ezer fő lehetett, de ez a szám még kisebb kell, hogy legyen. Ekkoriban még nem tartott ennyi fegyverest a török hadsereg, s a reguláris haderő összlétszáma is alig 50 ezer ember lehetett, amit a 17. században is csak hetvenezer főre emelhettek mindössze. Azonkívül a nagy méretű seregek ellátása igen körülményes volt, így az ostromban részt vevő reguláris hadtestek összesen maximum húsz-harmincezer fő körül lehettek.
A törökök csapatainak tényleges száma így 86-95 ezer főre tehetők körülbelül. A sereget viszont nemcsak törökök, hanem igen nagy számban moldvaiak és szerbek is alkották. Rajtuk kívül más nemzetiségek is voltak a seregben, akik nem is annyira harcosként, sokkal inkább szolganépként működtek, többek közt az ostromművek elkészítésénél. Ibrahim nagyvezírnek és a szeraszkernek is rengeteg görög szolgája volt.

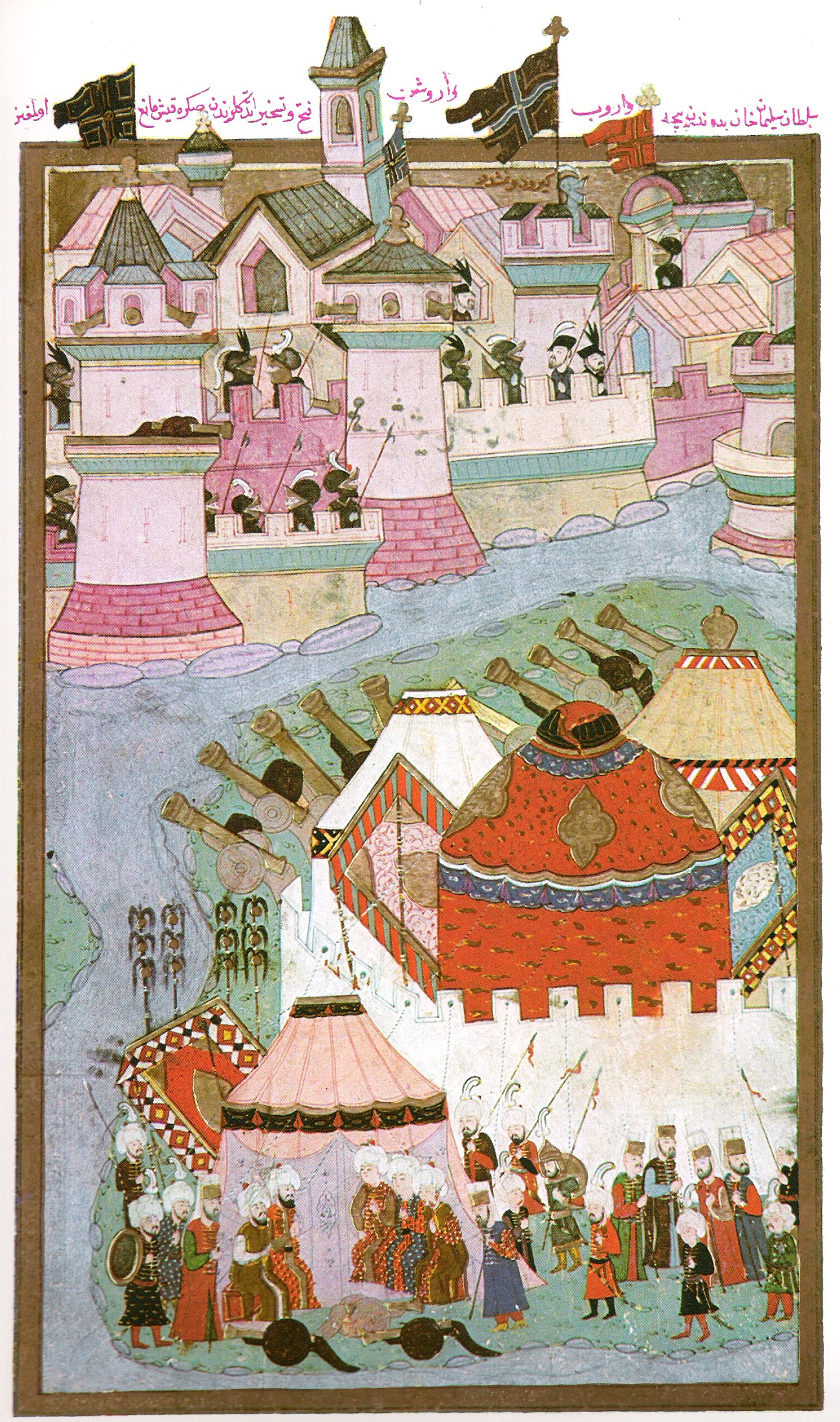
Az ostrom egy korabeli török miniatúrán.

Magyarok az ostromban kísérőként és felderítőként vették ki részüket jobbára, s állítólag nagyon sok német renegát is csatlakozott a szultán seregéhez.
Az alvezérek között a neves Kászim pasa, valamint a boszniai parancsnok Gházi Huszrev bég is harcolt a vár alatt.

### A keresztény védők
Bécs erősségének védelmét Wilhelm von Roggendorf és Idősebb Niklas Salm irányította. Előbbi vezér sokat betegeskedett, főleg az őszi zord időjárás miatt is, s kifejezetten tehetetlen katona volt. Vele ellentétben Salm jó hadvezérnek bizonyult, a védelem irányítása nagyrészt az ő kezében összpontosult.
A várat és a várost védő sereg létszáma körülbelül 17 és 20 ezer fő közé tehető, s bár nemzetiségét tekintve igen, de minőségét tekintve alig volt különböző. A védők egy részét zsoldosok tették ki, akiket landsknechteknek neveztek. Ez a német eredetű katona típus a kor legképzettebb katonájának számított. Legfőbb hátrányuk az volt, hogy mindig elvárták a fizetséget, s ha ezt nem kapták meg, akkor nem voltak hajlandók harcolni, vagy pedig a civil lakosságot fosztogatták.
A védők gyakorlatilag osztrákokból, németekből, csehekből, pfalziakból, spanyolokból (belőlük 1000 pikás és 700 muskétás) és olaszokból tevődtek össze. A pfalziakat Fülöp gróf, Pfalz-Neuburg hercege vezette, akinek Salm mellett jelentős szerepe volt a védelemben és nem sokkal az ostromgyűrű bezárulása előtt érkezett Bécsbe. Fülöp irányította a Vöröstoronytól a Karintia-bástyáig terjedő falak védelmét. Volt köztük elvétve néhány magyar és horvát is, köztük a szigeti hős, Zrínyi Miklós. Szolgált továbbá a város védelmében egy 3500 fős fegyveres polgárőrség is Wolfgang Treu bécsi polgármester vezetése alatt. Azonban az ostrom kezdetekor csupán 300-400 ember maradt a helyén, nagyrészüknek ugyanis inába szállt a bátorsága a nagy török sereg közeledtére, ezért szinte az utolsó pillanatokban elmenekültek a császárvárosból. Az ekkor már a környéket prédáló akindzsik azonban legtöbbjüket levágták.
Egy másik 1600 fős erősítés, amelyet német lovasok alkottak, már nem érte el a várost időben, így azok kívül rekedtek és Kremsnél kellett maradniuk a Duna mellett.
A védők jó állásban helyezkedtek el, a várat a széles Duna egyik oldalról remekül védte, s onnan a törökök nem tudták jól ágyúzni. A falak amellett igen magasnak és erősnek bizonyultak, így jobban bírták az oszmán ütegek tüzét. „Bécs vára híres és az éghez hasonló erősség volt s fegyverek, hadi eszközök bőségben, ágyúk és zarbuzánok igen nagy számmal voltak benne…”
A védőket alkotó zsoldosok zömmel tapasztalt veteránok voltak, s harcoltak az itáliai háborúkban, továbbá ismerték az ottani korszerű ostromlási és várvédelmi technikákat. Fegyverzetük minőségét tekintve szintén kivételes, gyakorlatilag első osztályú volt.
Ferdinánd főherceg és udvartartása ekkor már nem tartózkodott Bécsben, a szultán magyarországi előretörésével egy időben a székváros veszélyessé vált, ezért elmenekültek nyugatabbra.

### A harc kezdete
Szeptember 27-én a janicsárság a szpáhikkal teljesen bekerítette Bécset. Másnap a védők kitörést hajtottak végre a törökök ellen, s a harcban elesett három főtiszt.
A hónap végén elkezdődtek az őszi esőzések, ami korlátozta a tűzfegyverek használatát. Akkora sár keletkezett, hogy az élelem gyanánt szolgáló vágóállatokat és egyéb jószágokat nem lehetett lefektetni a földre.
Szeptember 29-én Salm második kitörést tett a várból a törökökre. Az ellenség ezúttal felkészült rá, s a csapatokat a nagyvezír ellentámadásba rendezte, mire a kitörő sereg meghátrált, mihelyst észrevette a nagyvezír jelenlétét.
Perváné bég vezérletével szeptember 30-án kezdődött az első roham a falak ellen. Ezen a napon heves esők voltak, hideg szél támadt fel, ez a védőket segítette, a bég eredménytelenül visszavonult. Október 1-jén a szultán és tisztikara haditanácsot tartott, s további terveket készítettek az ostrom folytatására.
A következő nap került sor a harmadik kiütésre a várból, ezúttal a szendrői bég csapata ellen. A heves harcból végül Mehmed került ki győztesen, és visszaűzte a várba az ellenséget, akik közül negyvenen vesztek el a kirohanásban.
Október 3-án csak tűzharc folyt, amelyben Bécs védői jutottak fölénybe. A heves muskéta- és ágyútűzzel alaposan megtizedelték a törököket, akiket már ekkor meglehetősen megviselt a zord őszi idő. Miután éjszaka eleredt az eső, a várőrség a tüzet beszüntette, s ekkor a janicsárok védelmében lövészárkokat kezdtek ásni, bár sok janicsár megsebesült a védelmi tüzérségi tűz következtében, s egy tisztet el is vesztettek.
Október 4-éről 5-re tovább folyt az ágyúzás a vár és az ostromló sereg között. 5-én aztán hozzáláttak a vár falainak aláaknázásához a lagumdzsik. Az egyik dombról Ibrahim nagyvezír a vezérkarral szemlélte közben a terepet, s a látottak alapján irányította a munkát, de mihelyst a keresztények megtudták (feltehetőleg egy török fogoly által), hogy merre is áll, nyomban ágyúzni kezdték a magaslatot, így Ibrahimnak el kellett onnan vonulnia.
Az aknalyukak minél gyorsabb kifúrásához kirendelték az akindzsiket, később a szpáhikat is. A török hadvezetés ekkor fogott bele az általános roham tervezésébe, ennek megfelelően a felső haderők már kezdték készíteni a rohamhágcsókat, s az anatóliai erők rőzsével igyekeztek feltölteni a várárkokat.
Mialatt a terepmunka zajlott, megjött a táborba Várday Pál esztergomi érsek, aki Szapolyai János nevében hódolt a szultán előtt. Az érseket az ostrom végéig ott is tartották a táborban.
Október 6-án hajtották végre a keresztények a negyedik kitörést, ami súlyos vereséggel végződött. A törökök kemény harcban visszaverték a védők egy részét, míg a csapat másik fele szétszóródott a törökök között, így nem tudtak visszajutni a várba. A harcban ötszáz keresztény esett el.
Az ellentámadás visszaverése után a törökök folytathatták az aknamunkálatokat, mialatt a vár ütegei hevesen ágyúztak tovább. Közben egy elfogott várbelitől olyan információ jutott a törökök kezébe, hogy Ferdinánd főherceg és több főméltóság is a várban tartózkodik. Ekkor az osztrákok egy másik katonát is kiküldtek, már megtévesztő szándékkal, hogy azt vallja, a várvédők már kimerülőben vannak. Ezen a napon – október 8-án – olyan hír terjedt el, hogy éjszaka a keresztények nagy kitörésre készülnek, de erre nem került sor.

### Első általános roham

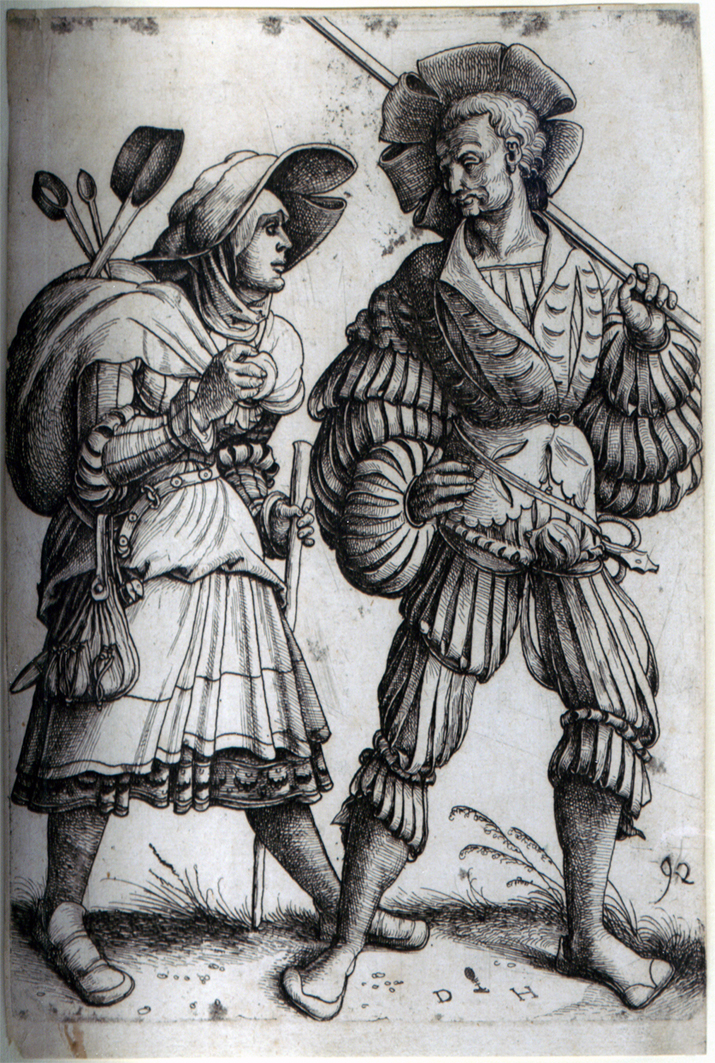
Egy landsknecht és a felesége. A zsoldos katonákat gyakran családjaik is elkísérték a seregbe, mivel így tudta őket eltartani. Az asszonyok a hadban is találtak maguknak munkát.

Október 9-én felrobbantották az aknákat, s azon a részen sikerült nagyobb rést ütniük a falon. A keletkezett nyílást a várvédők tartották és elég kemény harc alakult ki, mely mindkét fél számára komoly veszteséget hozott. A törököknek azonban a támadásban nem vett részt a teljes serege, s az oda kirendelt csapatok (főleg a veszteségek miatt) kevésnek bizonyultak a rést védők áttöréséhez.

Az est leszálltával véget ért a harc, de a török sereg készenlétben maradt, mert állítólag a vár erősítést kapott, s könnyen lehetett kirohanásra számítani, így a szultán parancsba adta a tábor sánccal való megerősítését.

A keresztények tényleg kitörést hajtottak végre, ismét Mehmed szendrői bég ellen, de a kemény küzdelem most döntetlen maradt.

Október 10-én, mialatt haditanács folyt, a védők négy kiásott török aknából kettőt felfedeztek és megsemmisítettek.

### A második általános roham előzményei
Október 11-én az egyik megmaradt aknát robbantottak be a törökök, de nem tudták nagyon megnyitni a falat. Két hadtest kapott ugyan parancsot a rohamra, de nem voltak elégségesek a vár bevételéhez, azonban veszteségeik minimálisak voltak.
Október 12-ben már lázongani kezdtek a ruméliai csapatok az egyre elhúzódó ostrom miatt. A hónap közepe tájékán korai havazás állt be, kevés volt az élelem, nem volt megfelelő a ruházat, a fegyverzet is elégtelen volt, a katonák betegeskedtek és nyomorogtak. Ilyen sanyarú helyzetben nem akartak harcolni a ruméliaiak. A lázongás már más csapategységekre is átterjedt és fokozódtak a dezertálások.

Hogy az elégedetlenséget lecsillapítsák, október 13-án meghirdették, hogy a következő nap lesz a második általános roham. A várba elsőként behatoló katonáknak rangot, vagy birtokot ígértek. Ezen a napon még egy kitörést hajtottak végre a keresztények a takarmányt gyűjtő törökök ellen.

### Második általános roham
A törökök két aknát robbantottak fel a nagy támadás napján és sikerült úgy megrongálniuk a falakat, hogy a nagyobb rohamot elindítsák. Ezen a napon viszont nagy csalódás érte a szultánt, mert kiderült, hogy a főherceg nincs a várban, így nem tudják elfogni. Így hát úgy döntött, hogy felhagy az ostrommal, ezért a rohamot leállította és kiadta a visszavonulásra a parancsot. Ekkor a várvédők kitörtek és kisebb zsákmányt sikerült ejteniük.

### A visszavonulás
Október 15-én még két kitörést hajtott végre a védősereg. Az elsőt újból a szendrői bég ellen, aki visszaverte őket, majd az egyik szőlőhegynél két hírszerzőt ejtettek fogságba a törökök. Egy heves ágyúzás során a keresztények utolsó kirohanásukat hajtották végre, megtámadták a török takarmányozókat, akik közül többet sikerült elfogniuk. Estére az ütegek egy részét az oszmánok hajókra rakták, és a Dunán visszavitték az Oszmán Birodalom területére.
A visszavonulás napján (október 16.) a várból tovább ágyúzták a törököket. Az ostrom három hete az oszmánok fizikai teherbírását jelentősen kikezdte, ezért nagyon elkeseredtek voltak a sikertelenség miatt is. Habár a várvédők nem folytatták a török sereg üldözését, a visszavonulók rengeteg ágyút és a málha jó részét hátrahagyva távoztak a vár alól.

## Az ostrom után

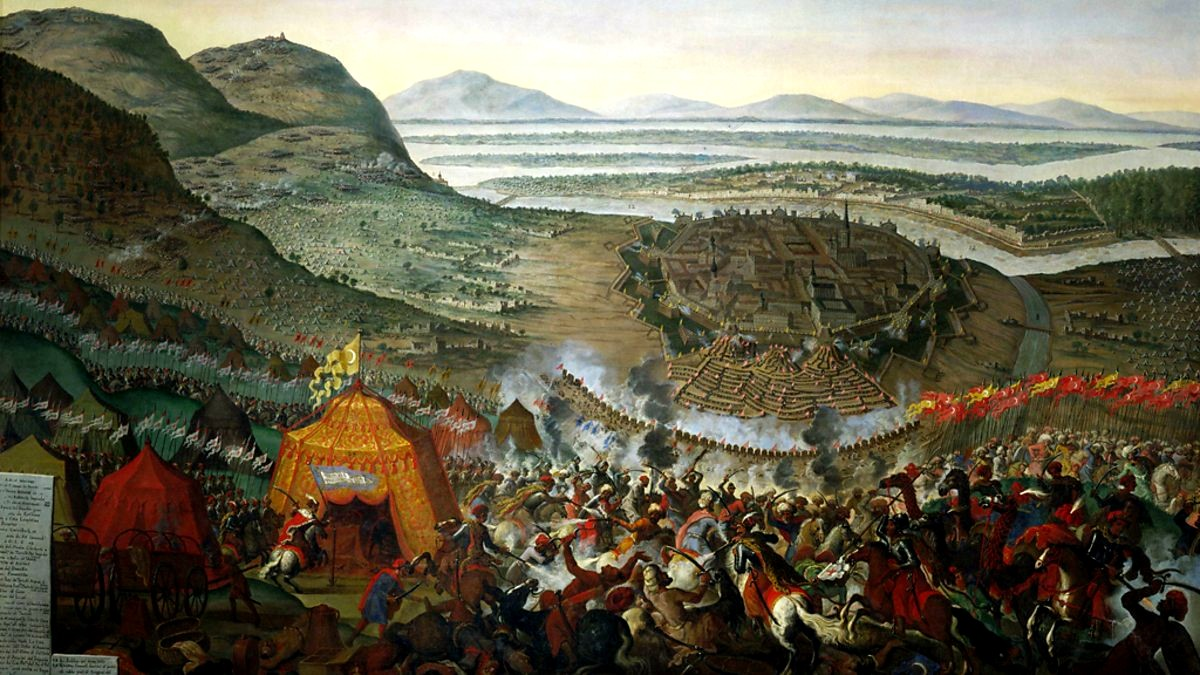
Bécs ostroma (1529)

Szulejmán látta, hogy a török katonák mennyire elégedetlenek a vereség miatt, mivel így nem juthattak zsákmányhoz. Épp ezért a janicsároknak ezer akcse pénzt osztott ki és a tiszteket is megjutalmazta. A vár parancsnokai követeket küldtek, hogy a foglyul ejtett osztrákokat kiváltsák, cserébe ők három török rabot engedtek el.

## A veszteségek
A törökök az ostrom alatt húszezer embert veszítettek. Számos török betegség következtében halt meg, amely a hideg időjárás eredménye volt. Az elvonuló törökök által hátrahagyott felszerelés a védők zsákmánya lett.
A keresztény védőknek állítólag a kétharmada, azaz megközelítőleg 13-15 ezer ember esett el. Niklas Salmot ágyúgolyó találta el a lábán, sebe nem gyógyult be, hanem elgennyesedett és Salm komoly fájdalmak közepette meghalt az ostromot követően.
A legnagyobb vérveszteséget a környék lakossága szenvedte el a török ostromzár alatt Az ellenség ellátási hiányai miatt a bécsi és alsó-ausztriai vidéket kifosztották és felégették, de az akindzsik Kászim pasa vezetésével Csehországba is többször mélyen betörtek fosztogatni, amíg Bécs ostroma tartott.

## A következmények
Az osztrákok Szulejmán visszavonulása után előrenyomultak, és a Nyugat-Dunántúl jelentős részét elfoglalták. Előretörésük Esztergom alatt torpant meg. Ferdinánd kezén Horvátország mellett ezek a megszerzett országrészek maradtak, hozzászámítva néhány Szapolyai fennhatóságán belül lévő Habsburg-párti nemes birtokát.
A szultán 3000 fős török segédhadat hagyott Budán, hogy János meg tudja védeni a Habsburg – párti csapatok lehetséges támadásától, de a katonák a királyt is ellenőrizték. A magyar és török erők 1530-ban visszaverték von Roggendorf ostromát, de Esztergomot sikerült elfoglalnia a Habsburg seregnek.
Szulejmán most először szenvedett komolyabb vereséget európai hadszíntéren, de akkorát nem, hogy erejét meg lehetett volna törni. Délvidéki támaszpontját nem tudta kibővíteni, a szultán azonban nem adta fel Bécs meghódítására vonatkozó tervét, ezért nem is akarta birodalmához kötni Magyarországot. Megelégedett volna pusztán hűbéri függéssel. Később a szultán arra a belátásra jutott, hogy az általa támogatott magyar hatalmi csoport nem megbízható, azonkívül katonailag sem elég erős a Habsburgok feltartóztatására. 1541-ben foglalta el Budát és alakította ki a magyarországi hódoltságot, míg Erdélyből a román fejedelmekhez hasonló hűbéres államot formált.
Szulejmán és utódai úgy vélték, hogy legfőbb európai ellenfeleik a Habsburgok, ezért elemi érdekük minden követ megmozgatni azok gyengítésére. E célnak megfelelően már a 20-as években szövetségi viszonyt alakítottak ki a franciákkal. I. Ferenc francia király ráadásul a törököket biztatta Magyarország és Bécs megtámadására 1525-ben.
A török terjeszkedés a déli melegvízű tengereken ellenőrzése alá vonta a levantei kereskedelmet, mely ellenőrzést a franciákkal megosztották, s a kontinensre gazdasági nyomást tudtak így gyakorolni, igaz nem sokáig, mivel rövidesen elkezdődtek a nagy földrajzi felfedezések.
Szulejmán az 1529. évi kudarcból okulva 1532-ben jobban felkészült Bécs újabb ostromára. De ismét megelőzték, mert a császárváros alatt Ferdinánd főherceg és bátyja, V. Károly, a Német-római Birodalom feje összevonta az osztrák, spanyol, magyar, cseh és német csapatokat a szultánnal való nyílt összecsapásra. De kizárólag a főhercegi székhely és az örökös tartományok védelmére szorítkoztak, a szultánt nem támadták meg Kőszeg alatt, ahol épp az ottani várat ostromolta.
Bécs és Kőszeg védelme jelentős volt a török elleni háborúk hajnalán. Utóbbi várnak sikerült igazolni a végvárak jelentőségét, mivel a török főhaderőt ekkor nyílt csatában nem lehetett legyőzni 1664-ig, ezért védelemre kell berendezkedni. Az igazi fordulat csak Eger alatt következett be 1552-ben, ahol a török harci szellem megtört a védők ellenállásán, akárcsak Bécsnél és az ellenséges had idő előtt távozott a vár alól.
Magyarországon azonban meg kellett küzdeni a belháborúval, mely még kilenc évig tartott. Szapolyai és környezete is látták, hogy rosszul választottak, amikor szövetséget kötöttek a törökkel, mert az ország csak még jobban pusztul, hisz a törökök garázda csoportjai a szövetségeseik területét is sarcolták és égették. Épp ezért született meg a váradi béke 1538-ban, amely Ferdinándra hagyta volna az ország teljes területét. Ámde Szapolyai meggondolta magát, mert feleségül vette I. Zsigmond lengyel király lányát, Izabellát. Mielőtt szélütés következtében meghalt volna, a király megtudta, hogy fia született, ezért gyorsan megváltoztatta a végrendeletét és óva intett attól, hogy az osztrák főherceg üljön a magyar trónra, ehelyett a szultán iránti feltétlen bizalmat ajánlotta. Lehetséges, hogy betegsége miatt tette ezt, de a következmények tükrében nagyon rosszul döntött.